# UltraSPARC T2
O UltraSPARC T2 é um microprocessador desenvolvido pela Sun e que possui suas especificações da micro-arquitetura publicas sob uma licença livre.